# Dark Project: L'ombra del ladro
Dark Project: L'ombra del ladro (Thief: The Dark Project) è il primo videogioco della serie Thief. Si tratta di un videogioco stealth con visuale in prima persona, realizzato dai Looking Glass Studios e pubblicato nel 1998 da Eidos Interactive. Pur condividendo il tipo di visuale con gli sparatutto in prima persona, come per altri titoli stealth è caratterizzato da una ridotta quantità di fasi dotate di azione: è infatti preferibile agire di nascosto dagli avversari, muovendosi nell'ombra e camminando senza fare rumore.

## Trama

### Antefatti
Garrett era un ragazzino di strada che era solito rubacchiare qua e là per sopravvivere nella dura vita della Città. Un giorno notò tra la folla un uomo incappucciato che si muoveva tra la gente come se nemmeno fosse lì. Notando una pesante borsa, Garrett tentò di sottrarla all'uomo che in un istante gli bloccò la mano; spaventato, Garrett chiese all'uomo di non denunciarlo agli Hammers (che all'epoca erano i principali amministratori della giustizia nella città), ma il misterioso individuo parve piacevolmente incuriosito dalle capacità furtive del ragazzino e soprattutto dal fatto che fosse riuscito ad avvicinarlo e arraffare il suo borsello (memorabile la frase "Non è impresa facile vedere un Custode, specialmente uno che non desidera essere visto"), così gli propose di seguirlo e di entrare nella Confraternita Custode, cosa che il ragazzo accettò, seppur timoroso.
Durante i lunghi anni di addestramento Garrett apprese l'arte dell'invisibilità sviluppando così il suo acuto talento per vivere nelle ombre sotto la guida di Artemus e degli altri Custodi. Ma alla fine dell'addestramento Garrett rimase turbato dalla vita della Confraternita, compreso il suo osservare passivo gli eventi della città e il loro unico interesse nell'interpretazione di antiche profezie. Abbandonò così la Confraternita e i Custodi, seppur a malincuore, lo lasciarono andare, sicuri che anche seguendo questa strada Garrett avrebbe avuto un ruolo importante per gli eventi della Città.

### Missioni
- A Keeper's Training: La prima missione è un breve tutorial per imparare i comandi e le dinamiche basilari del gioco, ed è ambientata quando Garrett si sta ancora addestrando alla Confraternita Custode. Al termine tuttavia concluderà di avere scopi più proficui e meno onesti per cui utilizzare le sue abilità, invece dello studio di antiche profezie e della passiva osservazione degli eventi, per cui abbandonerà la Confraternita.
- Lord Bafford's Manor: Ormai ladro professionista affermato da diversi anni, Garrett rivolge le sue attenzioni al castello del ricco e potente lord Bafford, momentaneamente fuori città, per mettere le mani su un prezioso scettro.
- Break from Cragscleft Prison: Garrett deve far evadere Cutty, il contatto che gli aveva indicato la precedente missione, che è stato arrestato e imprigionato a Cragscleft, un carcere sotto il controllo dell'Ordine del Martello, un gruppo religioso militante di tecnocrati devoti al dio Costruttore.
- Down in the Bonehoard: Cutty è morto in prigione e l'unica cosa che ha potuto lasciare a Garrett è una dritta per un'altra lucrosa missione, per la quale è già partito un cacciatore di tesori di nome Felix; si tratta di depredare delle catacombe infestate da non-morti.
- Assassins: Garrett si reca da Farkus, un venditore di grimaldelli e altri attrezzi del mestiere di ladro, il quale viene improvvisamente freddato da una coppia di sicari, il cui vero obiettivo però era Garrett; il ladro li segue di soppiatto e arriva alla casa del loro mandante, Ramirez, un boss che gestisce attività criminali e vende protezione in cambio di una fetta dei guadagni; Garrett decide di dargli una lezione colpendolo laddove gli farà più male: le sue ricchezze.
- Thieves' Guild [missione aggiunta in Thief Gold]: Garrett progettava di trafugare una collezione di vasi preziosi, ma i ladri della Gilda di Downwind lo hanno preceduto; egli decide allora di intrufolarsi nel loro covo per riprendersi il bottino, profittando della disputa scoppiata tra Donal e Reuben, capi della Gilda.
- The Sword: Una donna misteriosa di nome Viktoria assolda Garrett per il furto della spada magica di un eccentrico individuo chiamato Constantine, appena trasferitosi in città in una bizzarra villa. Il furto riesce, ma al momento di riscuotere scopre che Viktoria è socia di Constantine, il quale intendeva mettere alla prova le capacità di Garrett per proporgli un'altra missione, molto più difficile, in cambio di una generosissima ricompensa in oro.
- The Haunted Cathedral: Per soddisfare Constantine, Garrett deve recuperare un artefatto magico chiamato l'Occhio, chiuso in una cattedrale hammerita sita nel Quartiere Vecchio, una zona sbarrata dal resto della Città dacché un misterioso cataclisma l'ha devastata ed essa è stata invasa da bestie selvagge e non-morti; il ladro scoprirà però che la cattedrale è stata sigillata dai Custodi e che per aprirla occorrono quattro talismani elementali da recuperare in varie località.
- The Mage Towers [missione aggiunta in Thief Gold]: Per ottenere il Talismano della Terra, Garrett deve introdursi nel castello della Confraternita della Mano, un ordine dedito alla magia legata ai quattro elementi.
- The Lost City: Il Talismano del Fuoco e quello dell'Acqua [quest'ultimo in Thief Gold si trova invece nella missione successiva] sono dispersi da qualche parte nella città perduta di Karath Din, antica sede dei Precursori, sepolta da un cataclisma ma raggiungibile attraverso un passaggio segreto nei canali della Città.
- Song of the Caverns [missione aggiunta in Thief Gold]: Garrett segue la traccia del Talismano dell'Acqua in un reticolo di caverne, ma scopre che esso è stato rimosso dai proprietari della nuova Casa dell'Opera, ove al ladro toccherà introdursi per recuperarlo.
- Undercover: Il Talismano dell'Aria e quello della Terra [quest'ultimo in Thief Gold si trova invece nella missione The Mage Towers] sono custoditi in un tempio dell'Ordine del Martello, e per introdurvisi Garrett si camuffa da novizio hammerita.
- Return to the Cathedral: Riuniti tutti e quattro i talismani e penetrato nella cattedrale infestata, Garrett riesce a raggiungere l'Occhio, ma per andarsene evitando spiriti maligni e non-morti, dovrà seguire le indicazioni del fantasma dell'hammerita Murus, il quale infine gli aprirà una via di fuga.
- Escape!: Ritornato da Constantine con l'Occhio per incassare il premio, Garrett ha una cattiva sorpresa: il suo committente è l'incarnazione dell'Ingannatore, un antico dio pagano, e Viktoria è una potente driade che senza troppi complimenti cava l'occhio destro del ladro e lo consegna al compagno, assieme all'Occhio recuperato nella cattedrale infestata, abbandonando Garrett, ferito e intrappolato da viticci, nella magione. Il ladro viene però liberato dai Custodi e può così evadere dalla villa, ormai invasa dalle creature dell'Ingannatore.
- Strange Bedfellows: Non sapendo a chi altri rivolgersi, Garrett fa ritorno al tempio hammerita, visto che l'Ordine del Martello è nemico giurato dei Pagani e considera la natura selvaggia come fonte del male, ma il luogo è già stato attaccato e devastato dalle bestie dell'Ingannatore, e il ladro, per conquistarsi la fiducia degli Hammeriti superstiti, dovrà quindi trarre in salvo il loro Alto Sacerdote.
- Into the Maw of Chaos: L'oscuro progetto dell'Ingannatore prevede di congiungere il mondo conosciuto con il Maw of Chaos, la dimensione parallela su cui regna, e guadagnare così il potere assoluto; per fermarlo gli Hammeriti consegnano a Garrett una copia dell'Occhio e lo fanno entrare nel Maw; lì, sceso sempre più in profondità ed evitando orde di mostri ostili, il ladro raggiunge Constantine e scambia il suo Occhio con la copia, sicché, quando quello avvia il rituale, le energie da lui invocate gli si ritorcono contro e lo distruggono.

Nell'epilogo si vede il Custode Artemus raggiungere Garrett, per informarlo che l'intero accaduto era previsto nelle profezie dei Custodi e che la morte dell'Ingannatore ha causato un enorme squilibrio di forze. Stanco per l'impresa, Garrett si allontana senza ascoltarlo, mentre nelle nebbie della Città Artemus afferma preoccupato: "Con la morte dell'Ingannatore l'equilibrio si è spezzato... attenti all'alba dell'Era del Metallo".

## Thief: Gold
Thief: Gold è una riedizione del gioco, dotata di alcuni bug corretti, tre nuovi livelli (integrati nell'evolversi della trama), e alcuni nuovi nemici. Il pacchetto contiene inoltre l'editor di livelli di Thief, DromEd, oltre ad un video sullo sviluppo di Dark Project II: The Metal Age.